# ハクロビア

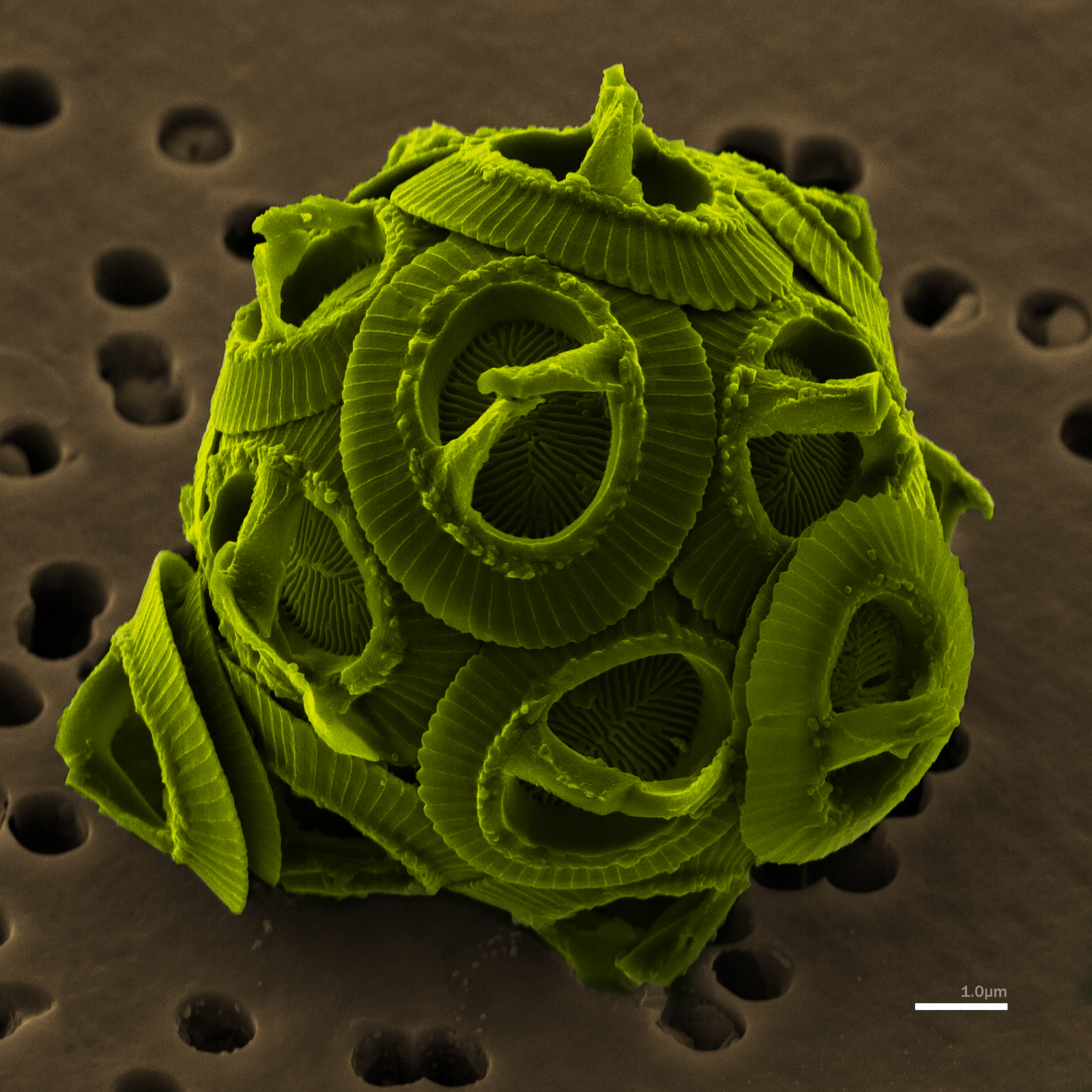
円石藻 Gephyrocapsa oceanica

ハクロビア(Hacrobia)は、SARスーパーグループを含まないクロムアルベオラータの単系統群として提唱された分類である。ただし、ハクロビアの単系統性については不明で、国際原生生物学会（ISOP）の2019年度の分類ではハクロビアは採用されていない。なお"ha-"はハプト藻、"-cr-"はクリプト藻に由来し、"-bia"は生物を表す接尾辞である。ハクロビアの他、CCTH (Cryptophyta, Centrohelida, Telonemia and Haptophyta)や"Eukaryomonadae"とも呼ばれる。

## 研究の歴史
過去にはストラメノパイル、ハプト藻、クリプト藻は、全てクロミスタに分類されていたが、その後ストラメノパイルは除外され、ハプト藻とクリプト藻は近い関係にあると考えられた（そして"Cryptophyta+Haptophyta"グループと総称されることもある）。2009年の論文では、テロネマ門と中心粒太陽虫を、ハプト藻、クリプト藻と併せて新たな分類を形成することが提案された。ピコビリ藻もこの分類に入る可能性があるが、情報が少なく確定には至っていなかった。